# Sebastian Brant
Sebastian Brant, o Brandt (Strasburgo, 1458 – Strasburgo, 10 maggio 1521),  è stato un umanista, giurista e poeta satirico alsaziano.
È noto soprattutto per l'opera La nave dei folli (Das Narrenschiff in lingua originale), una satira allegorica e didascalica, ispirata a un'aspra critica sociale. Stampata nel 1494, in un'edizione accompagnata dalle illustrazioni di  Albrecht Dürer, riscosse subito un'enorme fortuna letteraria, testimoniata dalle numerose edizioni e traduzioni. 
Ad esempio, la sua versione francese, edita a Lione l'11 agosto 1498 per i tipi di Guillaume Balsarin, fu addirittura il primo libro a stampa mai pubblicato in lingua francese.

## Biografia
Figlio di un ricco oste, studiò all'università di Basilea dove, ricevuto il titolo di dottore in legge nel 1489, tenne per qualche tempo una cattedra di giurisprudenza. Dopo l'ingresso di Basilea nella Confederazione svizzera nel 1501, Brant fece ritorno a Strasburgo, dove fu fatto sindaco della città, nella quale poi rimase per tutto il resto della sua vita dedicandosi all'attività di avvocato.
Destò presto l'attenzione dei circoli umanistici per la sua vena poetica in latino, ma si dedicò anche all'edizione di molte opere di argomento giuridico ed ecclesiastico.

### La nave dei folli

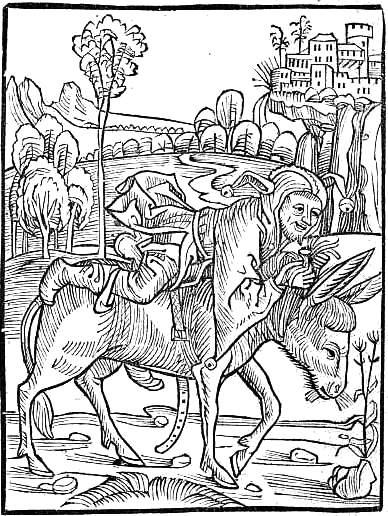
Xilografia di Albrecht Dürer, dalla prima edizione dell'opera Das Narrenschiff.

La sua fama si deve però unicamente alla celebre satira didascalica Das Narrenschiff (La nave dei folli del 1494), scritta in dialetto alsaziano e illustrata da Albrecht Dürer, la cui popolarità e influenza travalicarono ampiamente i confini della Germania, come testimoniato dalla traduzione in molte lingue.
Sotto forma di allegoria, una nave stipata di folli e guidata da folli, si dirige in un viaggio fantastico verso il paradiso dei folli, Narragonia, fino alla visita del Paese di Cuccagna (Schlaraffenland) e al tragico epilogo del naufragio finale.
In quest'opera allegorica Brant sferza con implacabile vigore i vizi e le debolezze umane espresse dalla sua epoca ed è proprio in quel contesto egli concepisce la figura letteraria di Sankt Grobian, che immagina essere il santo patrono delle persone dai tratti "grobiani", ovvero esseri rozzi e volgari.
Sebbene, come molti umanisti tedeschi, fosse portatore di una visione religiosa essenzialmente conservatrice, l'occhio vigile di Brant rimane ben aperto a scrutare sugli abusi della Chiesa.
L'opera può essere fatta rientrare nel vasto filone della "letteratura della follia", di cui si conosce un'ampia casistica. Un monaco di Canterbury, Nigel de Longchamps detto Wireker (fl. 1190), in epoca medievale aveva scritto un'opera satirica, lo Speculum stultorum: in essa l'ambizioso e malcontento autore figura nelle vesti di Brunellus, l'asino che voleva una coda più grande.

#### Retaggio
L'opera Ship of Fools (1509) di Alexander Barclay fu una libera imitazione del poema tedesco di Brant, mentre la versione latina fattane da Jacob Locher (Stultifera navis, del 1497) fu quasi altrettanto popolare quanto l'originale in tedesco.
Cock Lovell's Bate, stampata da Wynkyn de Worde (c. 1510) è un'altra imitazione della Narrenschiff. In essa Cock Lovell è un conciapelli imbroglione che si circonda di un'accolita di commercianti mascalzoni, insieme ai quali scorrazza chiassosamente su e giù per valli e colline dell'Inghilterra.

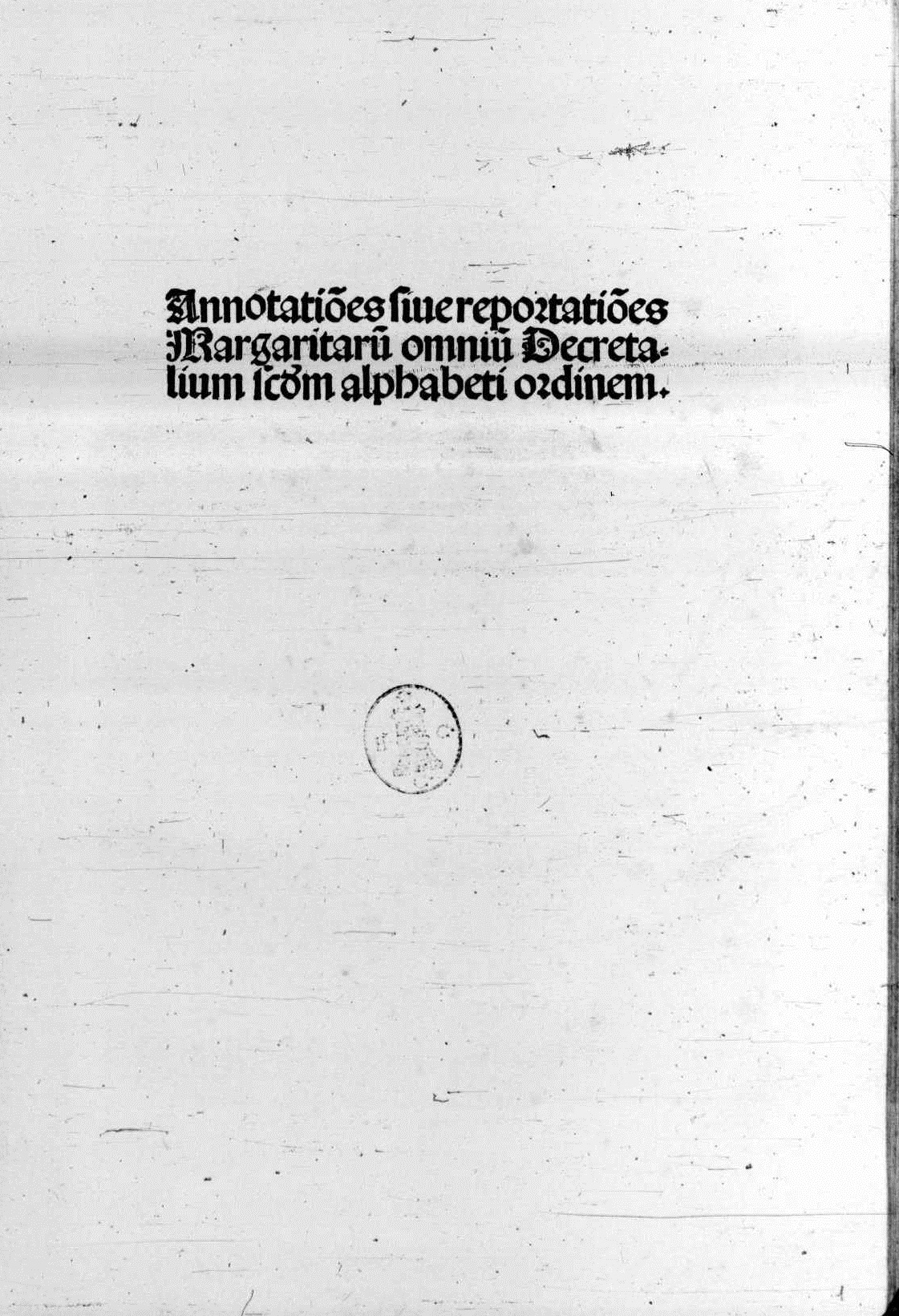
Margarita Decretalium, 1496

### Altre opere
Tra gli altri lavori di Brant spicca, nel 1508, con il titolo di Fridangi discretio, un rifacimento in latino della Bescheidenheit (Saggezza di vita), poema didascalico medioevale, opera di Freidank.
Il Liber faceti (1496), opera di ammaestramento morale rivolto ai giovani, e Sentenze morali (1498), riproposizione di un'opera medioevale nota sotto il nome di Catone, sono di minor interesse e importanza.
- (LA) Margarita Decretalium, Basel, Nikolaus Kesler, 1496.